# Night VFR
Night VFR (NVFR), inaczej Night Visual Flight Rules – zasady lotu z widocznością w nocy - zestaw zasad w lotnictwie, w zgodności z którymi pilot statku powietrznego może odbyć lot w warunkach pozwalających na kontrolę położenia statku za pomocą zewnętrznych punktów odniesienia w nocy, tj. wykonany w okresie od 30 minut po zachodzie słońca do 30 minut przed wschodem słońca